# Роата-де-Жос
Роата-де-Жос (рум. Roata de Jos) — село у повіті Джурджу в Румунії. Входить до складу комуни Роата-де-Жос.
Село розташоване на відстані 43 км на захід від Бухареста, 66 км на північний захід від Джурджу, 138 км на схід від Крайови, 138 км на південь від Брашова.

## Населення
За даними перепису населення 2002 року у селі проживали 2466 осіб. Рідною мовою 2465 осіб (> 99,9%) назвали румунську.
Національний склад населення села:
| Національність | Кількість осіб | Відсоток |
| -------------- | -------------- | -------- |
| румуни         | 2413           | 97,9%    |
| цигани         | 52             | 2,1%     |